# Himne nacional

Mapa dels estats del món segons la tonalitat de l'himne nacional.

Un himne nacional és una composició musical que sol relatar de forma patriòtica diferents fets de la història, costums i tradicions d'un país o una nació. Pot coincidir amb un himne estatal o, en altres casos, amb un de regional.
Un himne nacional és adoptat de forma oficial per un govern perquè serveixi per representar la nació en actes nacionals i internacionals de diferent caire. També pot esdevenir himne nacional gràcies a l'ús freqüent i continuat per part de la gent d'una nació que fa que s'associï indefectiblement la cançó amb la nació. Durant els segles xix i xx, les antigues colònies que aconseguiren la seva independència adoptaren ràpidament un himne per tal d'accentuar la seva nova condició de nacions independents.
Si un himne es defineix com a compost per una melodia i una lletra, llavors l'himne nacional més antic en ús avui dia és l'himne nacional dels Països Baixos, el Wilhelmus. Escrit entre 1568 i 1572 durant la Revolta de Flandes, ja era un himne popular dels orangistes durant el segle xvii, encara que caldria esperar fins al 1932 per a què fos reconegut oficialment com a himne nacional neerlandès. La lletra de l'himne nacional japonès, Kimigayo, és anterior a la de l'himne neerlandès per diversos segles, ja que està presa d'un poema del període Heian (794-1185), però no se li va posar música fins a 1880. Però si un himne nacional es defineix pel fet de ser designat oficialment com la cançó nacional d'un estat en particular, llavors ho és La Marsellesa, que va ser adoptat oficialment per la Convenció Nacional Francesa el 14 de juliol de 1795. God Save the King és habitualment considerat el més longeu (1745), però no hi ha cap llei del parlament britànic que l'hagi oficialitzat com a himne nacional.

## Història
Durant l'edat moderna, algunes monarquies europees van adoptar himnes reals. L'ús d'algunes d'aquestes peces han sobreviscut als nostres dies. God Save the King, composició de 1619 interpretada amb lletra per primera vegada el 1745, segueix sent l'himne real del Regne Unit i de la Commonwealth. La Marxa Reial, adoptada com a himne real de la monarquia espanyola el 1770, va ser restablert pel franquisme com a himne nacional d'Espanya el 1939. Dinamarca conserva el seu himne real, Kong Christian stod ved højen mast (1780) juntament amb el seu himne nacional (Der er et yndigt land, adoptat el 1835). El 1802, Gia Long va encarregar un himne real a l'estil europeu per a l'Imperi del Vietnam: Đăng đàn cung.
Després de la reinstauració de La Marsellesa el 1830 -arran de la Revolució de juliol- com a himne nacional de França, es va fer habitual que les nacions acabades de formar definissin himnes nacionals, sobretot arran de les guerres d'independència llatinoamericanes, per a l'Argentina (1813), Perú (1821) o Brasil (1831); però també Bèlgica (La Brabançonne, 1830). En conseqüència, l'adopció d'himnes nacionals abans de la dècada del 1930 va ser sobretot per part d'estats recentment formats, independitzats, o que van adoptar nous règims com la República. Són exemples la Primera República Portuguesa (A Portuguesa, 1911), el Regne de Grècia (Himne a la Llibertat, 1865), la Primera República Filipina (Lupang Hinirang, 1898), Lituània (Tautiška giesmė, 1919), l'Alemanya de Weimar (Lied der Deutschen, 1922), la República d'Irlanda (Amhrán na bhFiann, 1926) i el Gran Líban (1927). Encara que el costum d'un himne nacional adoptat oficialment es va popularitzar al segle xix, alguns himnes nacionals són anteriors a aquest període, existint sovint com a cançons patriòtiques molt abans de la seva designació com a himne nacional.
Una cançó patriòtica gal·lesa, Hen Wlad Fy Nhadau, va ser cantada en un partit de rugbi contra Nova Zelanda disputat a Llanelli el 1905, i va passar a ser considerada un "himne nacional no oficial" del país. En la dècada del 1920, la Carta Olímpica va introduir el ritual de tocar els himnes nacionals dels guanyadors de les medalles d'or. A partir d'aquell moment, la interpretació dels himnes nacionals es va fer cada cop més popular en els esdeveniments esportius internacionals, creant un incentiu perquè les nacions que encara no tenien un himne nacional definit oficialment, n'introduïssin un. En ocasions, la interpretació de l'himne en esdeveniments esportius ha sigut aprofitat per efectuar algun tipus de manifestació de caràcter polític, com ara la salutació del Black Power realitzada per Tommie Smith i John Carlos durant la cerimònia d'entrega de medalles dels Jocs Olímpics de 1968, els jugadors de la NFL de futbol americà agenollats en el marc del moviment Black Lives Matter, o les jugadores de la selecció femenina de futbol d'Espanya protestant pel Cas Rubiales.
Els Estats Units va introduir la cançó patriòtica The Star-Spangled Banner com a himne nacional el 1931. Després d'això, diverses nacions van passar a adoptar com a himne nacional les cançons patriòtiques que ja havien utilitzat de facto en actes oficials, com Mèxic (Mexicanos, al grito de guerra, compost el 1854, adoptat el 1943) o Suïssa (Salm Suís, compost el 1841, ús de facto des del 1961, adoptat el 1981).

L'himne nacional es reprodueix en tot tipus de cerimònies militars. Afganistan, 2012

En el període de descolonització de la dècada del 1960, es va convertir en una pràctica habitual que les noves nacions independents adoptessin un himne nacional oficial. Alguns d'aquests himnes van ser encarregats específicament, com Negaraku, l'himne de Malàisia, que va ser triat pel Primer Ministre entre les peces presentades a un concurs celebrat durant el procés d'independència del país (1957). Ee Mungu Nguvu Yetu, l'himne de Kenya, va ser produït per una comissió creada específicament el 1963. És curiós el cas de Dusan Sestic, qui va compondre l'himne bosnià (Intermeco, 1998) tot i ser contrari a la dissolució de Iugoslàvia.
Diverses nacions segueixen sense tenir un himne nacional oficial. En aquests casos, hi ha himnes establerts de facto que es toquen a esdeveniments esportius o recepcions diplomàtiques. Entre ells hi ha el Regne Unit (God Save the King) i Suècia (Du gamla, du fria). Entre els països que han passat a adoptar oficialment els seus antics himnes de facto des de la dècada del 1990 es troben: Luxemburg (Ons Heemecht, adoptat el 1993), Sud-àfrica (Himne nacional, adoptat el 1997), Israel (Hatikvah, compost el 1888, ús de facto des de 1948, adoptat el 2004), Itàlia (Il Canto degli Italiani, adoptat el 2017).
L'únic país sense himne nacional propi és Xipre, que va adoptar el de Grècia el 1960. Altres països comparteixen música: la Unió Soviètica i Rússia, Estònia i Finlàndia, o Liechtenstein, que empra la música de God Save the King en el seu Oben am jungen Rhein. L'antiga Iugoslàvia feia servir la música de l'himne polonès (Mazurek Dąbrowskiego, 1797) amb petites variacions.
Alguns himnes han sigut obra d'artistes consagrats. És el cas de l'alemany, de Franz Joseph Haydn; l'austríac, de Wolfgang Amadeus Mozart; el de la Ciutat del Vaticà és de Charles Gounod; el noruec és de Rikard Nordraak; Zubir Said va fer el de Singapur; i Rabindranath Tagore és l'autor dels himnes de Bangladesh i l'Índia.

## Països Catalans

### Andorra
El gran Carlemany va ser composta per Enric Marfany i Bons (1871-1942), que era sacerdot. La lletra de la cançó va ser escrita per Joan Benlloch i Vivó, qui va ser bisbe d'Urgell (1906-1919) i, conseqüentment, copríncep andorrà. La cançó va ser designada oficialment himne nacional d'Andorra el 8 de setembre de 1921, quan es va cantar per primera vegada a la catedral del país. El dia de la seva adopció coincideix amb el Dia Nacional d'Andorra i la festivitat de la Mare de Déu de Meritxell, patrona del país, que és esmentada a la lletra.

### Catalunya
Els segadors és l'himne nacional de Catalunya. Així va quedar establert per llei del 25 de febrer de 1993. El seu origen es troba en la Guerra dels Segadors, al segle xvii. La lletra actual és d'Emili Guanyavents i data de 1897. Empra, però, elements de tradició oral que ja havia recollit anteriorment l'escriptor i filòsof Manuel Milà i Fontanals el 1882. La versió musical és de Francesc Alió, que la va compondre el 1892 adaptant la melodia a la cançó ja existent. La primera versió enregistrada que se'n conserva data del 1900.

### País Valencià
L'Himne de l'Exposició és l'oficial del País Valencià. Es tracta d'una obra del mestre Josep Serrano Simeon, amb lletra de Maximilià Thous i Orts, encarregada expressament per a l'Exposició Regional Valenciana de 1909. El 1925 va ser declarat himne regional, i el 1984 la Llei de Símbols el va fer oficial.

### Mallorca
Les Illes Balears no han declarat cap cançó com a himne propi. L'himne de Mallorca, La Balanguera, se n'ha considerat la peça més representativa. La peça està conformada per un poema de Joan Alcover i Maspons i musicat el 1926 pel compositor Amadeu Vives. El Consell Insular de Mallorca va oficialitzar-la l'any 1996.